# Rivière Blanche (rivière Nicolet)
Pour les articles homonymes, voir Rivière Blanche.
La rivière Blanche est un affluent de la rivière Nicolet laquelle se déverse sur la rive sud du lac Saint-Pierre. La rivière Blanche coule entièrement dans la municipalité de Chesterville, dans la municipalité régionale de comté (MRC) d'Arthabaska, dans la région du Centre-du-Québec, dans la province de Québec, au Canada.

## Géographie
Les bassins versants voisins de la rivière Blanche sont :
- côté nord : ruisseau Gobeil, rivière Bulstrode, cours d'eau des L'Heureux ;
- côté est : ruisseau Gobeil, ruisseau Marras, rivière du Huit, rivière Bulstrode ;
- côté sud : rivière Nicolet, ruisseau des Aulnes ;
- côté ouest : rivière Dumont, rivière Brooks, rivière Nicolet.

Ce ruisseau prend sa source en zone montagneuse au nord-est du village de Chesterville dans la municipalité de Chesterville et au sud-ouest de la limite de la municipalité de Chester-Est.
Elle coule sur environ 8 km selon les segments suivantsː
- vers le sud-ouest, en traversant le chemin du rang Campagna et le chemin Craig Nord, jusqu'à la confluence d'un ruisseau venant du nord ;
- vers le sud, jusqu'à la confluence du ruisseau des Chûtes mortes ;
- vers le sud, en passant sous le pont du chemin du rang Fréchette et sous le pont de la route du rang Saint-Philippe, jusqu'à la confluence du cours d'eau Hamel ;
- vers le sud-ouest, en traversant la route 161, jusqu'à sa confluence rive droite avec la rivière Nicolet dans le hameau Domaine-de-la-Halte, à  au sud-est du centre du village de Chesterville, en aval de la limite municipale de Saint-Rémi-de-Tingwick et au nord-ouest du village de Ham-Nord.

## Toponymie
Le toponyme rivière Blanche a été officialisé le 5 septembre 1985 à la Commission de toponymie du Québec.